# Jag fryser (på dej)
"Jag fryser (på dej)" är en sång av Ola Magnell från 1983. Den finns med på hans sjätte studioalbum Gaia (1983) och utgavs även som singel samma år.
Den finns också med på samlingsalbumet Ola Magnell: 1974–1987 (1994).

## Låtlista
1. "Jag fryser (på dej)" – 4:53
2. "På älvors vis" – 3:44

## Medverkande musiker
"Jag fryser (på dej)"
- Sam Bengtsson – bas
- Stefan Nilsson – flygel
- Hasse Olsson) – orgel
- Mats Ronander – gitarr, bakgrundssång
- Åke Sundqvist
- Lasse Wellander – gitarr

"På älvors vis"
- Ola Magnell – sång, gitarr
- Stefan Nilsson – flygel
- Olle Westbergh – synth

### Fotnoter
1. 1 2  ”Ola Magnell”. Svensk mediedatabas. http://smdb.kb.se/catalog/search?q=ola+magnell&sort=OLDEST. Läst 25 januari 2013.